# إنجر (مدينة)
إنجر (بالألمانية: Enger) هي مدينة في منطقة هيرفورد في شمال الراين-فيستفالن بألمانيا. 

## جغرافية
تقع بين غابة تويتوبورغ وتلال وين ، تقريبًا. 6 كم غرب مدينة هيرفورد ، عاصمة المقاطعة.

### الأماكن المجاورة
- سبنج
- هيدينهاوزن
- هيرفورد
- بيليفيلد